# Ouirgane
Ouirgane  (in arabo ويركان‎?) è un centro abitato e comune rurale del Marocco situato nella provincia di Al Haouz, regione di Marrakech-Safi. Conta una popolazione di 7 727 abitanti (censimento 2014).